# Возз'єднане Королівство Арнору і Ґондору
Возз'єднане Королівство Арнору і Ґондору — у творах Дж. Р. Р. Толкіна нове королівство, яке утворилося на території Ґондору та колишнього Арнору після падіння Саурона та завершення Війни Перстеня у Четверту Епоху.

## Створення
Після того, як по закінченню Війни Перстеня Араґорн став Королем Ґондору, він також за правом народження успадкував і королівську владу над Арнором, і тому коронувався під іменем «Елесар Телконтар» як Верховний Король Арнору та Ґондору, об'єднавши ці дві країни, розділені багато років тому. Використовуючи можливості та ресурси переможного Ґондору Араґорн розпочав відбудову Арнору на півночі.
Фарамир, нащадок правлячих Намісників, продовжив свою службу як Намісник Короля та став Князем Ітілієну. Давні клятви між Ґондором та Роганом було підтверджено, і союзники навіть провели кілька спільних кампаній на сході та півдні.
За час правління Араґорна Возз'єднане Королівство поширило свою владу на усі території, які раніше належали як Арнору, так і Ґондору у часи їх найбільшого розквіту, і тільки Роган, Шир, Друаданський ліс та Фанґорн залишалися незалежними, перебуваючи, втім, у союзних відносинах з Возз'єднаним Королівством.
Таким чином, оскільки Саурон впав і його царство у Мордорі перестало існувати, Возз'єднане Королівство поза сумнівом перетворилося на провідну силу у всьому Північно-західному Середзем'ї, і залишалося такою протягом усього тривалого періоду перебування Араґорна при владі.

## Історія Возз'єднаного Королівства на початку Четвертої Епохи
Протягом першого століття Четвертої Епохи армії Возз'єднаного Королівства під проводом Араґорна провели багато успішних військових кампаній, унаслідок яких було повернуто область Південного Ґондору (Гарондор), знову утверджено владу над Рованіоном (Диким Краєм) на схід від Рунійського Моря, а також переможено умбарських корсарів, які загрожували Ґондору упродовж багатьох віків. Як розповідається у додатках до «Володаря Перстенів», Умбар раніше був нуменорським портом та одним з ключових міст давнього Ґондору до свого захоплення прибічниками Кастамира Узурпатора після Братовбивчої війни. Король Елесар, зрештою, відвоював цей порт та приєднав його до Возз'єднаного Королівства, і відтоді кордони останнього простяглися далеко на південь від Гирла Андуїна до умбарської гавані.
Значну частину Гараду також було завойовано, а тамтешні держави потрапили у залежність від Ґондору. Араґорн також зробився протектором Долу, який включав у себе і Есгарот, до королівства гномів у Ереборі. Однак ці землі не увійшли до складу Возз'єднаного Королівства, а стали його союзниками, формально зберігаючи свою незалежність та маючи власних правителів.
На півночі Араґорн відбудував давню столицю Арнору в Аннумінасі та місто Форност.
Таким чином, уже на початку Четвертої Епохи усі колишні землі Південного та Північного Королівств було відвойовано назад, і сила і багатство їх були відновлені та примножені. У «Історії Середзем'я» говориться, що Елдаріон, син Елесара, правитиме великою країною, і що його рід продовжуватиметься на сотні поколінь і згодом правитиме багатьма землями.

## Подальше бачення історії Возз'єднаного Королівства у «Новій Тіні»
Толкінове бачення подальшої історії Возз'єднаного Королівства розкривається у «Новій Тіні», незакінченому продовженні «Володаря Перстенів», у якій розповідається про часи правління Елдаріона.
У «Новій Тіні» говориться, що вже через 105 років після падіння Саурона мало хто у Ґондорі цікавився розповідями про ті часи, не зважаючи на те, що були ще живі ті, хто пам'ятав Війну Перстеня і тінь.
Автор вважав, що «оскільки ми маємо справу з людьми, ми неодмінно матимемо справу з найсумнішою рисою їхньої натури: вони швидко пересичуються добрим. Так що у часи миру, справедливості та процвітання люди Ґондору зробилися б невдоволеними та неспокійними… Навіть у цей ранні час виникли б революційні заколоти навколо центру таємного сатанистського культу; а ґондорські хлочаки грали б у орків та бешкетували у навколицях».

## Королі Возз'єднаного Королівства
- Елесар — 3019 рік Третьої Епохи — 120 рік Четвертої Епохи;
- Елдаріон — 120 рік Четвертої Епохи — приблизно 220 рік Четвертої Епохи.